# سعيد حسين القلقالي
سعيد حسين القلقالي هو قارئ قرآن عراقي يتميز بترتيل القرآن الكريم وفق الطريقة البغدادية، درس على يد الشيخ محمود عبد الوهاب أحكام التلاوة والتجويد وعلوم القرآن، وتأثر به.

## نشاته ودراسته
ولد سعيد القلقالي في بغداد، في منطقة باب الشيخ، ونشأ وترعرع في بيئتها الشعبية البغدادية وتأثر بأجوائها الاجتماعية والدينية. في عام 1950 دخل المدرسة الدينية التي كان يديرها الحاج محمود عبد الوهاب، وظل سعيد ملازما للحاج محمود عبد الوهاب حتى حصل منه على إجازة تؤهله لأن يكون قارئاً ومجوداً للقرآن الكريم، ثم دخل دار الإذاعة في بغداد وبدأ يسجل التلاوات التي كانت تُبَثّ عبر المذياع.

## الوفاة
توفي القارئ سعيد القلقالي في التاسع من نوفمبر عام 2003م.